# エスキプラス
エスキプラス（Esquipulas）はグアテマラのチキムラ県の基礎自治体（ムニシピオ）である。

## 地理
エスキプラスという名前の語源はナワトル語でボウレリア属の一種の木を意味するイスキショチトル(izquixochitl, esquisúchilとも)、あるいはチョルティ族の首長の名前に由来するという:118。
グアテマラ南東部の国境近くの自治体で、東はホンジュラスのコパン県およびオコテペケ県、南はエルサルバドルのサンタ・アナ県メタパンに接する。面積は約532平方キロメートル、平均標高は600メートル、もっとも高い山は2500メートルである。
県都チキムラとの間にはグアテマラとホンジュラスを結ぶ中央アメリカハイウェイCA-10が通じている。

## 見どころ
もっとも有名な建造物であるエスキプラスのバシリカ (Cathedral Basilica of Esquipulas) は1759年に完成した聖堂で、1596年に作られた黒いキリスト像 (Black Christ of Esquipulas) が起こす奇蹟によって巡礼地として知られる:118-122。とくに1月15日の黒いキリストの祭りには何万人もの信徒が集まる。1970年にはグアテマラの国定記念物に定められた。1996年にローマ教皇ヨハネ・パウロ2世がこのバシリカを訪れ、この聖堂が「中央アメリカの精神的中心」だと述べた。

## 歴史
スペイン人の到来以前、今のチキムラ県にあたる地にはマヤ人のチョルティ族が住んでいたが、ペドロ・デ・アルバラード配下のコンキスタドールたちによって1525年に征服された。その後1560-1570年の間に今のエスキプラスの町がスペイン人によって建設された。
エスキプラスは1980年代に中央アメリカの内戦を終わらせるための中米和平協定 (Esquipulas Peace Agreement) のための会議が開かれたことで国際的に知られる。1986年5月に「エスキプラスI」と呼ばれる合意がなされ、中米5か国が和平をめざすことを約束した。1987年8月には実際の合意である「エスキプラスII」が成立した。これはアメリカ合衆国のロナルド・レーガンによる干渉を切りぬけて和平協定が結ばれた点で特筆されるべき出来事だった:14。中米和平協定締結の功績によってコスタリカ大統領オスカル・アリアス・サンチェスは1987年のノーベル平和賞を受賞した。